# Geyuan (köpinghuvudort i Kina, Jiangxi Sheng, lat 28,60, long 117,67)
Geyuan (kinesiska: 葛源) är en köpinghuvudort i Kina. Den ligger i provinsen Jiangxi, i den sydöstra delen av landet, omkring 170 kilometer öster om provinshuvudstaden Nanchang. Antalet invånare är 16 199. Befolkningen består av 8 013 kvinnor och 8 186 män. Barn under 15 år utgör 27,0 %, vuxna 15-64 år 60 %, och äldre över 65 år 12,0 %.
Runt Geyuan är det ganska tätbefolkat, med 239 invånare per kvadratkilometer. Närmaste större samhälle är Huatanshan, 18,4 km nordost om Geyuan. I omgivningarna runt Geyuan växer i huvudsak blandskog.
Genomsnittlig årsnederbörd är 2 757 millimeter. Den regnigaste månaden är juni, med i genomsnitt 493 mm nederbörd, och den torraste är oktober, med 41 mm nederbörd.